# Darvasi Áron
Darvasi Áron (Szeged, 1994. október 4. –) magyar színművész, rendező, író, zenész.

## Életpályája
Édesapja Darvasi László író, újságíró, költő, pedagógus. Édesanyja pszichiáter, nevelőapja szintén pszichiáter, emellett habilitált docens, tanszékvezető és kutató. Öccse Simon.
Fiatalon teniszversenyző volt. 18 éves koráig Szegeden végezte a tanulmányait. Érettségi után Budapestre költözött, ahol a Keleti István Színitanodában bábszínész képesítést szerzett. 2014-ben gyakorlatát a Kolibri Színházban töltötte. 2015-2020 között a Színház- és Filmművészeti Egyetem színművész szakán tanult Marton László, Hegedűs D. Géza és Forgács Péter osztályában. A 2018/2019-as évadot egyetemi gyakornokként a Vígszínházban, majd Ascher Tamás hívására a 2019/2020-es évadot a budapesti Katona József Színházban töltötte. 2020-tól szabadúszó.
2015-től kezdve klasszika-filológiai kutatásokat is végez Karsai György professzor kezei alatt, főleg Szophoklész műveire fókuszálva. Szakdolgozatának címe: Kreón király. Vidéki középiskolákban rendszeresen tart rendhagyó irodalmi órákat.
2019-től kezdve rendezést is tanul. Bemutatkozó rendezése Kleist Amphitryonja volt, amely az Ódry Színpad egyik legsikeresebb előadása lett. 2020-ban Zsámbéki Gábor színészosztályának megrendezi Szophoklész Oidipusz király című darabját.
2020-ban független színházi társulást alapít Klakker Társulás néven.
2020-ban saját zenekart alapít Kultúrkör néven. 2021-ben az X-Faktor 10. évadában a trió egészen a Mentorházig jut és az ötödik legjobb zenekarként végez. 
2020-ban megkapja a Kassák Lajos Irodalmi Díjat "AP" című novellájáért.
2021-ben Örkény István Drámaíró Ösztöndíjban részesül Sündisznótánc című színdarabjával. Mentora Radnóti Zsuzsa. Az ösztöndíjat 2024-ben ismét elnyeri.
2022-ben főszerepet játszik a Hotel Margaret című sorozatban, melynek főcímdalát is szerzi.
2025-ben Kőrösi Csoma Sándor Ösztöndíjat kap, melynek keretén belül 9 hónapot tölt Új-Zélandon, ahol az ott élő magyar közösséget segíti. 

## Színházi szerepei

### Színházi szerepei
- 2020 – Rendőr (Moliére – Tartuffe) R.: Bocsárdi László, Katona József Színház
- 2019 – Fritz (Haneke – Fehér szalag) R.: Ascher Tamás, Katona József Színház
- 2019 – Fiatal művész (Brecht – Baal) R.: Horváth Csaba, Pesti Színház
- 2018 – Csónakos (Molnár Ferenc – Pál utcai fiúk) R.: Marton László, Vígszínház
- 2018 – Rendőr (Molnár Ferenc – Liliom) R.: Ifj. Vidnyánszky Attila, Vígszínház
- 2018 – Mihin (M. Bulgakov – Bíborsziget) R.: Hegedűs D. Géza, Pesti Színház
- 2018 – Főfarkas (Dzsungel könyve) R.: Hegedűs D. Géza, Pesti Színház
- 2018 – Üteg (Padlás) R.: Marton László, Vígszínház
- 2018 – János barát (W. Shakespeare – Rómeó és Júlia) R.: Hegedűs D. Géza, Szegedi Szabadtéri Játékok
- 2014 – Macska (Macska voltam Londonban) R.: Novák János, Kolibri Színház

### Egyetemei szerepei
- 2020 – Brack bíró (H. Ibsen – Hedda Gabler) R.: Szász János és Forgács Péter, Ódry Színpad
- 2019 – Jaques Roux (P. Weiss – Marat/Sade) R.: Kovács D. Dániel, Ódry Színpad.
- 2019 – Amphitryon (Moliére – Amphitryon) R.: Benkő Claudia, Ódry Színpad
- 2018 – Jaques (W. Shakespeare – Ahogy tetszik) R.: Ifj. Vidnyánszky Attila, Ódry Színpad
- 2018 – Barát (Spiró György – Elsötétítés) R.: Hegedűs D. Géza, Ódry Színpad
- 2018 – David (Tóth Krisztina – Pixel) R.: Forgács Péter, Ódry Színpad

## Színházi rendezései
- 2021 – Madárhegy (Darvasi László), Jurányi Ház
- 2020 – Oidipusz király (Szophoklész), Ódry Színpad
- 2019 – Amphitryon (Kleist – Moliére), Ódry Színpad

## Díjak
- 2025 - Kőrösi Csoma Sándor Ösztöndíj (Új-Zéland)
- 2021, 2024 – Örkény István Drámaírói Ösztöndíj
- 2020 – Kassák Lajos Irodalmi Díj

## Filmes és televíziós szerepei
- 2025 – Pokoli rokonok / Kristóf ismerőse (sorozat)
- 2024 – Hazatalálsz / Petya (sorozat)
- 2023 – Legyetek szeretettel / Pintér János "PJ" (sorozat)
- 2023 – Brigi és Brúnó / Aerobik oktató (sorozat)
- 2022 – Drága örökösök – A visszatérés / Szerencsejáték függő (sorozat)
- 2022 – Keresztanyu / Fogdaőr (sorozat)
- 2022 – Hotel Margaret / Zoli-G (sorozat)
- 2019 – Szokásjog / Csabesz (rövidfilm)
- 2018 – Tóth János / fiatal fiú (sorozat)